# Maria Teresa de Filippis
Maria Teresa de Filippis (11. listopadu 1926 Neapol – 8. ledna 2016 Scanzorosciate) byla italská automobilová závodnice, známá také pod přezdívkou Pilotino.
Pocházela ze zámožné aristokratické rodiny, její otec byl majitel prosperující energetické společnosti. Od dětství vynikala v jízdě na koni a po sázce se svými bratry se začala ve věku 22 let věnovat motoristickému sportu, vyhrála hned svůj debutový závod na trati ze Salerna do Cava de' Tirreni. V roce 1956 obsadila druhé místo ve Velké ceně Neapole. V roce 1958 nastoupila jako první žena v historii do seriálu Formule 1. Zpočátku závodila soukromě na voze Maserati, později se stala členkou týmu Porsche. Zúčastnila se pěti závodů F1: dvakrát nepostoupila z kvalifikace, dvakrát závod nedokončila pro poruchu vozu, jejím největším úspěchem se tak stalo nebodované desáté místo na Grand Prix Belgie 1958.
Kariéru ukončila v roce 1959 poté, co při závodě zahynul šéf týmu Porsche Jean Behra. V roce 1960 se provdala a narodila se jí dcera. V letech 1997 až 2011 byla místopředsedkyní Klubu bývalých jezdců Formule 1.
Je jednou z pouhých pěti žen v historii F1. Její start vzbudil mnoho diskusí, jeden funkcionář při této příležitosti prohlásil, že ženy by neměly nosit přilbu jinde než u kadeřníka.
Její bratr Luigi De Filippis byl také automobilovým závodníkem.